# 大分キヤノン
大分キヤノン株式会社（おおいたキャノン）は、大分県国東市に本社を置き、国東市及び大分市に事業所を有するキヤノン・グループのデジタルカメラ、ビデオカメラ、レンズの生産子会社。

## 概要
キヤノン・グループのカメラ生産拠点である。売上高は、大分県内に本社を置く企業の中で2006年には第1位であった。その後は、カメラの不振が続いたため、2014年には4位となっている
安岐事業所
- 所在地：〒873-0292 大分県国東市安岐町下原710
- 操業開始：1982年12月6日
- 敷地面積：約122,700m2
- 延床面積：約 29,700m2
- 主要製品：一眼レフカメラ（デジタル）、デジタルビデオカメラ、レンズ他

大分事業所
- 所在地：〒870-0292 大分県大分市迫564-1
- 操業開始：2005年1月5日
- 敷地面積：約367,700m2
- 延床面積：約 77,000m2
- 主要製品：一眼レフカメラ（デジタル）、デジタルビデオカメラ

2007年に隣接地に大分キヤノンマテリアル大分事業所が進出し、インフラの共用が図られている。
大分市内にはキヤノン（本体）の大分事業所も所在するが、こちらは半導体デバイスの生産拠点である。
日田事業所
- 所在地：〒877-1351 大分県日田市西有田（三ノ宮地区）
- 設立年月：2008年 6月
- 建築着工：2011年 5月2日
- 操業開始：2012年 5月17日
- 敷地面積：約390,000m2
- 延床面積
  - 約 55,300m2（2010年末）
  - 約111,800m2（第二期計画完了時、第一期分含む）

## 雇用問題
2008年秋の世界金融危機に端を発する経済危機発生後、大分キヤノンは1,000人以上の派遣労働者を解雇した一方で、期間工を新規募集するならば、派遣・請負労働者を雇用するように大分労働局から指導されていたにもかかわらず、期間工の募集を行っていた。
また、2008年12月には、ハローワークの求人票に「労働組合は加入対象となりません」と、労働組合への加入を禁止するともとれる記載を行ったため、誤解を招く表現であるとして厚生労働省により削除を指示されていた。労働組合への加入禁止は、労働組合法違反にあたる。

## 長崎キヤノン株式会社
2008年7月、長崎県東彼杵郡波佐見町に、長崎キヤノン株式会社を創立し、新工場を立地することが決まった。長崎キヤノンでは、大分キヤノンと連携してデジタルカメラの生産を行う計画であるとされた。
ただし、当初は、2009年1月に着工、2009年12月に操業開始の予定であったが、2008年12月に経済危機を背景に着工及び操業開始を延期することが発表された。
その後、2009年7月14日に着工。2010年2月16日に竣工し、3月1日に操業開始。3月17日に初出荷式、6月4日に開所式が行われた。
- 敷地面積：約204,500m2
- 延床面積：約 38,000m2
- 主要製品：コンパクトデジタルカメラ、一眼レフカメラ（デジタル）